# یوخن نیکل
یوخن نیکل (آلمانی: Jochen Nickel؛ زادهٔ ۱۰ آوریل ۱۹۵۹) بازیگر اهل آلمان است.
از فیلم‌ها یا برنامه‌های تلویزیونی که وی در آن نقش داشته‌است، می‌توان به استالینگراد، فهرست شیندلر، پرنده‌های مهاجر و در ماه ژوئیه اشاره کرد.